# Championnat de Yougoslavie de football 1970-1971
Navigation
Saison précédente Saison suivante
La saison 1970-1971 du Championnat de Yougoslavie de football est la quarante-deuxième édition du championnat de première division en Yougoslavie. Les dix-huit meilleurs clubs du pays prennent part à la compétition et sont regroupées en une poule unique où chaque formation affronte deux fois ses adversaires, à domicile et à l'extérieur. En fin de saison, les deux derniers du classement sont relégués et remplacés par les deux meilleures équipes de deuxième division.
C'est le club du Hajduk Split qui remporte la compétition, en terminant en tête du classement final, avec quatre points d'avance sur le Zeljeznicar Sarajevo et six sur le Dinamo Zagreb. C'est le 4e titre de champion de Yougoslavie de l'histoire du club.
Le triple tenant du titre, le FK Étoile rouge de Belgrade, ne prend que la 6e place, à 13 points de l'Hajduk, mais remporte néanmoins un nouveau trophée grâce à son succès en Coupe de Yougoslavie.

## Les clubs participants
| - Partizan Belgrade - Dinamo Zagreb - FK Étoile rouge de Belgrade - Hajduk Split - FK Vojvodina Novi Sad - FK Radnički Kragujevac - FK Radnicki Nis - NK Maribor - FK Bor | - Velez Mostar - FK Borac Banja Luka - Promu de D2 - OFK Belgrade - FK Crvenka - Promu de D2 - FK Sarajevo - FK Zeljeznicar Sarajevo - FK Sloboda Tuzla - NK Celik Zenica - Olimpija Ljubljana |

## Compétition

### Classement
Le classement est effectué en utilisant le barème classique (victoire à 2 points, match nul un point, défaite zéro point).
| Rang | Équipe                              | Pts | J  | G  | N  | P  | Bp | Bc | Diff |
| ---- | ----------------------------------- | --- | -- | -- | -- | -- | -- | -- | ---- |
| 1    | Hajduk Split                        | 49  | 34 | 18 | 13 | 3  | 61 | 31 | +30  |
| 2    | Zeljeznicar Sarajevo                | 45  | 34 | 18 | 9  | 7  | 59 | 34 | +25  |
| 3    | NK Dinamo Zagreb                    | 43  | 34 | 17 | 9  | 8  | 55 | 32 | +23  |
| 4    | OFK Belgrade                        | 38  | 34 | 15 | 8  | 11 | 54 | 44 | +10  |
| 5    | FK Partizan Belgrade                | 38  | 34 | 14 | 10 | 10 | 44 | 34 | +10  |
| 6    | FK Étoile rouge de Belgrade (T) (C) | 36  | 34 | 14 | 8  | 12 | 62 | 46 | +16  |
| 7    | NK Olimpija Ljubljana               | 36  | 34 | 13 | 10 | 11 | 47 | 35 | +12  |
| 8    | FK Velez Mostar                     | 36  | 34 | 14 | 8  | 12 | 52 | 48 | +4   |
| 9    | NK Celik Zenica (C4)                | 36  | 34 | 14 | 8  | 12 | 35 | 32 | +3   |
| 10   | FK Sloboda Tuzla                    | 32  | 34 | 9  | 14 | 11 | 23 | 29 | -6   |
| 11   | FK Radnički Niš                     | 31  | 34 | 11 | 9  | 14 | 38 | 43 | -5   |
| 12   | FK Sarajevo                         | 29  | 34 | 9  | 11 | 14 | 42 | 51 | -9   |
| 13   | NK Maribor                          | 29  | 34 | 9  | 11 | 14 | 33 | 48 | -15  |
| 14   | FK Borac Banja Luka (P)             | 29  | 34 | 9  | 11 | 14 | 47 | 66 | -19  |
| 15   | Vojvodina Novi Sad                  | 29  | 34 | 10 | 9  | 15 | 38 | 43 | -5   |
| 16   | FK Radnički Kragujevac              | 28  | 34 | 9  | 10 | 15 | 29 | 50 | -21  |
| 17   | FK Bor                              | 26  | 34 | 9  | 8  | 17 | 43 | 66 | -23  |
| 18   | FK Crvenka (P)                      | 23  | 34 | 8  | 7  | 19 | 28 | 58 | -30  |

|  | Qualification pour la Coupe d'Europe des clubs champions 1971-1972                                                                               |
|  | Qualification pour la Coupe des Coupes 1971-1972                                                                                                 |
|  | Qualification pour la Coupe UEFA 1971-1972 |
|  | Qualification pour la Coupe Mitropa 1971-1972 |
|  | Relégation directe en deuxième division |
|  | (T) : Tenant du titre (C) : Vainqueur de la Coupe de Yougoslavie (P) : Promu de deuxième division (C4) : Vainqueur de la Coupe Mitropa 1970-1971 |

## Bilan de la saison
| Championnat de Yougoslavie de football 1970-1971                        |                             |
| Champion                                                                | Hajduk Split (4e titre)     |
| Coupes et trophées                                                      |                             |
| Vainqueur de la Coupe de Yougoslavie 1970-1971                          | FK Étoile rouge de Belgrade |
| Qualifications continentales                                            |                             |
| Coupe d'Europe des clubs champions 1971-1972                            | Hajduk Split                |
| Coupe des Coupes 1971-1972                                              | FK Étoile rouge de Belgrade |
| Coupe UEFA 1971-1972                                                    | Zeljeznicar Sarajevo        |
| Coupe UEFA 1971-1972                                                    | Dinamo Zagreb               |
| Coupe UEFA 1971-1972                                                    | OFK Belgrade                |
| Coupe Mitropa 1971-1972                                                 | FK Partizan Belgrade        |
| Coupe Mitropa 1971-1972                                                 | NK Celik Zenica (tenant)    |
| Promotions et relégations                                               |                             |
| Promus en Prva Liga                                                     | FK Vardar Skopje            |
| Promus en Prva Liga                                                     | FK Sutjeska Nikšić          |
| Relégués en Championnat de Yougoslavie de football de deuxième division | FK Bor                      |
| Relégués en Championnat de Yougoslavie de football de deuxième division | FK Crvenka                  |